# A Peroxa
A Peroxa är en kommun i Spanien. Den ligger i provinsen Ourense i den autonoma regionen Galicien i nordvästra delen av landet, 400 km nordväst om huvudstaden Madrid. Antalet invånare är 6 731 (2024).